# ضیاالسلام
ضیاالسلام (انگلیسی: Zia Us-Salam؛ زادهٔ ۴ فوریهٔ ۱۹۹۰) بازیکن فوتبال اهل پاکستان است.
وی همچنین در تیم‌های ملی فوتبال زیر ۲۳ سال پاکستان و پاکستان بازی کرده است.